# Georges Roussin
Georges Roussin, eigentlich Georges Marie Auguste Roussin (* 19. November 1854 auf Réunion (DOM-ROM); † Oktober 1941 in Algerien), war ein französischer Maler.

## Leben
Roussin kam mit knapp 20 Jahren nach Paris und wurde Schüler der Académie Julian. Später wechselte er an die École des Beaux-Arts (EBA), seine Lehrer waren u. a. Jules-Joseph Lefebvre, Jean-François Millet und Alexandre Cabanel.
Mit Unterstützung seiner Lehrer konnte Roussin 1878 anlässlich der großen Ausstellung des Salon de Paris erfolgreich debütieren. Bei dieser jährlich stattfindenden Veranstaltung war Roussin ab 1878 viele Jahre regelmäßig zu sehen.
1930 ließ er sich in Algerien nieder, wo er 1941 im Alter von weit über achtzig Jahren starb.

## Werke (Auswahl)
- Jeune femme aux ventails. 1899.
- Jeune femme au miroir. 1898.
- Le festival. 1896.